# 足利义量
足利義量（日语：／ Ashikaga Yoshikazu，1407年8月27日—1425年3月17日、應永十四年七月廿四日－應永三十二年二月廿七日），是日本室町幕府第5任征夷大將軍。
其將軍在任期間為應永三十年三月十八日（1423年4月28日）至應永三十二年二月廿七日（1425年3月17日）。

## 生平
義量誕生於應永十四年七月廿四日。其父為室町幕府第4任將軍足利義持，其母為義持正室日野榮子（日野資康之女）。應永二十四年（1417年）十二月一日，義持親自為義量加冠舉行元服之禮，並任命其為正五位下右近衛中將。身為義持嫡子，義持對義量寵愛有加，每逢參詣、祈禱或遊覽之際，義持常偕義量同行。

### 就任將軍
應永三十年（1423年）正月初一日，義持和義量父子共同前往朝廷參內，隨後又先後造訪畠山滿家、斯波義淳以及細川滿元等有力守護大名宅邸。據此可推，自該年年初起，幕府方面已開始為義量繼任將軍職進行鋪陳與籌劃。同年（1423年）三月九日，幕府方面向朝廷提出申請，要求於九日後（即三月十八日）為義量舉行將軍宣下儀式。
應永三十年（1423年）三月十八日，年僅17歲的義量正式自父親義持手中接受征夷大將軍之職，成為室町幕府第5代將軍。據史料記載，義量就任當日，諸國大名前來祝賀，三月二十日亦有大量僧俗群眾赴賀，並獻上馬匹與太刀以示祝賀。
應永三十一年（1424年）十月十三日，義量獲任命為參議，進列於廟堂，正式參與朝政事務。值得一提的是，時大御所的義持此時年僅38歲，其讓位於子之舉被認為是效法其父足利義滿早年退位的前例。

### 早逝
義量自幼體弱，曾罹患天花等疾病，體質本已虛弱，加之嗜酒成癖，進一步損害其健康。此一觀點亦為近代歷史學者所承襲，如田中義成及永原慶二皆認為義量「因酒早逝」或「沉溺於酒色」。
據《花營三代記》應永二十八年六月廿五日與廿九日條記載，當時年僅15歲的義量曾因嗜酒而遭父親義持嚴詞訓誡，義持更命其近臣立下起請文，承諾不再勸義量飲酒。然而，歷史學者清水克行指出，起請文事件實係由於義持本人曾屢次頒布「禁酒令」所致，除此之外，尚無其他同時代史料可直接證明義量與酒之關聯，故無法認定其確為嗜酒之人。
在幕政方面，由於實際掌權者包括已隱居的大御所義持以及數位有力的管領，義量形同傀儡並無實權。據《看聞日記》記載，自逝世前二至三年間，義量便罹患疾病，接受了各種治療與祈禱，但最終仍於應永三十二年（1425年）二月廿七日驟然辭世，早於其父而去，享年19（實足17歲）。
義量既無子嗣，亦無兄弟。作為室町殿的義持並未指定後繼將軍或立下世子，遂自義量逝世後繼續親政，直至正長元年（1428年）去世為止。位於栃木縣足利市的鑁阿寺，今仍存有義量木像。

## 個人
義量雖體質虛弱，但因為在義持的親生子嗣中，唯有義量活至元服，故義持對其寵愛甚深。關於酒飲行為而要求近臣立下起請文，亦被視為身為父親、僅有義量一子的義持對其子深切關懷之表現。
據《看聞日記》應永二十五年五月十六日條記載，義量之大叔父足利滿詮臨終時，曾以讓渡所領並將其女兒嫁與義量為條件，惟不久後義持強行令滿詮之女剃髮出家，迫使其與義量分離。
此外，義量猝然逝世，引發諸多傳聞，其中一說認為此乃義持所殺害之義量叔父足利義嗣怨靈作祟，亦有說法指義持在將軍職讓與義量後，為加強對寺社之控制，殺害石清水八幡宮神人數十人，致遭神罰所致（《薩戒記》）。

## 經歷
日期＝舊曆
- 應永二十四年（1417年）十二月一日，元服並改名義量。同日，獲任命為正五位下右近衛中將。十二月十三日，獲准許昇殿（日语：昇殿）。
- 應永三十年（1423年）三月十八日，獲下旨成為征夷大將軍。
- 應永三十一年（1424年）一月十二日，升任從四位下，續任右近衛中將。十月十三日，補任為參議，續任右近衛中將和兼任美作守（美作權守兼任日期不詳）。
- 應永三十二年（1425年）一月十二日，升任正四位下。二月廿七日，逝世。
- 康正三年（1457年）二月廿七日，追贈從一位左大臣。

### 註解
1. ↑  《滿濟准后日記》
2. ↑  據江戶時代後期編纂之《大日本野史》記載：「性好飲酒，常有過量之舉」，顯示其沉溺於酗酒之習（國史大辞典 大正十四年二月二十五日大增訂，P.44）
3. ↑  《薩戒記》